# Alex Smith (calciatore 1876-1954)
Alex Smith (Darvel, 7 novembre 1876 – 12 novembre 1954) è stato un calciatore scozzese, di ruolo centrocampista.

## Caratteristiche tecniche
Fu un'ala.

## Carriera

### Club
Ha militato nel Rangers Football Club per 21 stagioni, precisamente dal 1894 al 1915.

### Nazionale
Ha disputato 20 incontri con la Nazionale di calcio della Scozia.

## Palmarès

### Club

#### Competizioni nazionali
- Campionato scozzese: 7

Rangers: 1898-1899, 1899-1900, 1900-1901, 1901-1902, 1910-1911, 1911-1912, 1912-1913
- Coppa di Scozia: 3

Rangers: 1896-1897, 1897-1898, 1902-1903